# Cascavel-diamante-ocidental
Crotalus atrox, conhecida como Cascavel-diamante-ocidental ou Cascavel do Texas, é uma espécie de cascavel dos Estados Unidos da América e México. Vivem em zonas áridas e semiáridas, arbustivas e rochosas, até aos 2100 metros de altitude.

## Descrição
Quando adulta, esta cobra varia de 1,5 a 2,5 ms de comprimento. Sua alimentação baseia-se em: pequenos roedores, outros répteis e aves. Ela é ovovivípara, e sua ninhada varia de 10 a 20 crias por vez. Vive cerca de 20 anos.